# Hillcrest Heights (Floride)
Pour l’article homonyme, voir Hillcrest Heights (Maryland).
Hillcrest Heights est une ville américaine située dans le comté de Polk en Floride.

## Démographie
| 1930 | 1940 | 1950 | 1960 | 1970 | 1980 |
| ---- | ---- | ---- | ---- | ---- | ---- |
| 71   | 96   | 91   | 138  | 154  | 177  |

| 1990 | 2000 | 2010 | - | - | - |
| ---- | ---- | ---- | - | - | - |
| 221  | 266  | 254  | - | - | - |

Selon le recensement de 2010, Hillcrest Heights compte 254 habitants. La municipalité s'étend sur 0,16 milles carrés (0,41 km2).